# جاكي أسيفيدو
جاكي أسيفيدو (بالإنجليزية: Jackie Acevedo)‏ هي لاعبة كرة قدم أمريكية، ولدت في 18 يناير 1987 في أوستن في الولايات المتحدة. شاركت مع منتخب الولايات المتحدة تحت 17 سنة للسيدات لكرة القدم ‏ ومنتخب المكسيك لكرة القدم للسيدات. أما مع النوادي، فقد لعبت مع بورتلاند ثورنز.